# Gondrecourt-Aix
Gondrecourt-Aix è un comune francese di 181 abitanti situato nel dipartimento della Meurthe e Mosella nella regione del Grand Est.

## Società

### Evoluzione demografica
Abitanti censiti